# Hoa hậu Hòa bình Thái Lan 2019
Miss Grand Thailand 2019 (tiếng Thái là มิส แก รน ด์ ไทย แลนด์ 2019; tiếng Anh là Miss Grand Thailand 2019 ) là phiên bản thứ 7 của cuộc thi Hoa hậu  Hòa bình Thái Lan và được tổ chức vào ngày 13 tháng 7 năm 2019 tại Trung tâm Triển lãm và Thương mại Quốc tế từ Bangkok. Với 78 thí sinh đến từ khắp các tỉnh thành của Thái Lan đã cạnh tranh cho danh hiệu quốc gia, trong đó quyền đại diện cho đất nước tại Miss Grand International 2019. Vào đêm chung kết, Arayha Suparurk, Miss Grand Nakhon Phanom 2019 đã được Namoey Chanaphan Hoa hậu Hòa bình Thái Lan 2018 và Clara Sosa , Hoa hậu Hòa bình Quốc tế 2018 và sẽ tham dự Miss Grand International 2019 sẽ được tổ chức tại Caracas, Venezuela vào ngày 25 tháng 10 năm 2019 .
Các thí sinh lọt vào vòng chung kết khác sẽ đại diện cho quốc gia đó tại Hoa hậu Liên lục địa, Hoa hậu Liên lục địa và bất kỳ cuộc thi sắc đẹp quốc tế nào khác. Đêm chung kết và phần thi trang phục dân tộc được truyền hình trực tiếp trên kênh 7, Bugaboo TV, trang Facebook và kênh YouTube chính thức của Miss Grand Thailand.

## Lựa chọn tỉnh
Hàng năm, mỗi tỉnh đều có cuộc thi sơ khảo để chọn đại diện tham dự cuộc thi sắc đẹp Hoa hậu Hòa bình Thái Lan. Ở một số tỉnh (như Surin và Chiang Rai), các cuộc thi hoa hậu địa phương cũng được tổ chức để chọn đại biểu cho cuộc thi cấp tỉnh. Tỉnh chiến thắng sẽ có danh hiệu "Miss Grand (Tỉnh)" trong cả năm trị vì.
Tổ chức cấp phép Hoa hậu Hòa bình Thái Lan đã trao giấy phép cho các giám đốc cuộc thi cấp tỉnh, trong đó một số trường hợp chịu trách nhiệm tại nhiều tỉnh. Một trong những nhóm dẫn đầu xuất sắc nhất năm nay là tổ chức Miss Grand Phuket do ông Theerasak Phol-ngam, thành lập năm 2016, và tổ chức Miss Grand Surin (Surin và Buri Ram) do ông Amnat Senkhram, thành lập năm 2018 A-SA Production. là một trong những tỉnh chạy nhất, bốn, khắp Miền Bắc và Đông Bắc.

## Kết quả
| Thành tích                     | Nhóm            | Thí sinh |
| Hoa hậu Hòa bình Thái Lan 2019 | Đông            | - Nakhon Phanom – Arayha Suparurk |
| Á hậu 1                        | Bắc             | - liên_kết=https://es.wikipedia.org/wiki/Archivo:Flag_of_Nan_Province.jpg\|25x25px Nan – Peerachada Khunrak |
| Á hậu 2                        | Wild Card       | - liên_kết=https://es.wikipedia.org/wiki/Archivo:Flag_of_Chiang_Mai_Province.gif\|25x25px Chiang Mai – Naruemon Kampanƒ |
| Á hậu 3                        | Trung tâm       | - liên_kết=https://es.wikipedia.org/wiki/Archivo:Flag_of_Trat_Province.jpg\|25x25px Trat – Maneerat Daengprasert |
| A hậu 4                        | Nam             | - Phang Nga – Chompoonuch Puengpon |
| Top 10                         | Nam             | - Surat Thani – Kasama Suetrong |
| Top 10                         | Đông Bắc        | - liên_kết=https://es.wikipedia.org/wiki/Archivo:Flag_of_Ubon_Ratchathani_Province.jpeg\|25x25px Ubon Ratchathani – Sirirat Na Ubon |
| Top 10                         | Trung tâm       | - Rayong – Ganyalag Nookaew |
| Top 10                         | Wild Card       | - Phuket – Tharina Botes‡ |
| Top 10                         | People's Choice | - liên_kết=https://es.wikipedia.org/wiki/Archivo:Flag_of_Loei_Province.png\|25x25px Loei – Jiraporn Pumipat† |
| Top 21                         | Nam             | - Chumphon – Chuthamart Meakseree - Songkhla – Ruchirada Sriphitak |
| Top 21                         | Đông Bắc        | - Roi Et – Kobkaew Sriradda - Nong Khai – Natnicha Bunyuen - liên_kết=https://es.wikipedia.org/wiki/Archivo:Flag_of_Amnat_Charoen_Province.png\|25x25px Amnat Charoen – Parichart Buahem |
| Top 21                         | Trung tâm       | - liên_kết=https://es.wikipedia.org/wiki/Archivo:Flag_of_Chanthaburi_Province.jpg\|25x25px Chanthaburi – Warisara Pattanasoon - liên_kết=https://es.wikipedia.org/wiki/Archivo:Flag_of_Chachoengsao_Province.png\|25x25px Chachoengsao – Rungtawan Nuntasirikun - Chainat – Suwimon Semapru                                                                            |
| Top 21                         | Bắc             | - liên_kết=https://es.wikipedia.org/wiki/Archivo:Flag_of_Kamphaeng_Phet_Province.gif\|25x25px Kamphaeng Phet – Mintra Suppathasewee - liên_kết=https://es.wikipedia.org/wiki/Archivo:Flag_of_Chiang_Rai.gif\|25x25px Chiang Rai – Siriporn Wanngern - liên_kết=https://es.wikipedia.org/wiki/Archivo:Flag_of_Phayao_Province.jpg\|25x25px Phayao – Penpitcha Narkdaeng |

Lưu ý
ƒ Miss Grand Chiang Mai , Naruemon Kampan, đã lọt vào Top 10 chung cuộc theo sự lựa chọn của ban giám khảo và Top 5 của Wild Card.
‡ Miss Grand Phuket , Tharina Botes, lọt vào Top 21 chung cuộc do ban giám khảo lựa chọn và Top 10 của Wild Card.
† Miss Grand Loei , Jiraporn Pumipat, đã tự động lọt vào Top 10 do giành được Giải thưởng People's Choice.

### Giải thưởng đặc biệt
| Giải thưởng             | Thí snh |
| Miss Grand Rising Star  | Phang Nga – Chompoonuch Puengpon                                                                                     |
| Miss Fotogenica         | Nakhon Phanom – Arayha Suparurk                                                                                      |
| Miss Hermosa Sonrisa    | liên_kết=https://es.wikipedia.org/wiki/Archivo:Flag_of_Chiang_Mai_Province.gif\|25x25px Chiang Mai – Naruemon Kampan |
| Miss Hermosa Axila      | Nakhon Phanom – Arayha Suparurk                                                                                      |
| Miss Cara Hermoso       | liên_kết=https://es.wikipedia.org/wiki/Archivo:Flag_of_Nan_Province.jpg\|25x25px Nan – Peerachada Khunrak            |
| Miss Simpatía           | Phuket – Tharina Botes                                                                                               |
| Cariño de la Hostia     | liên_kết=https://es.wikipedia.org/wiki/Archivo:Flag_of_Nan_Province.jpg\|25x25px Nan – Peerachada Khunrak            |
| Mejor en Traje de Baño  | liên_kết=https://es.wikipedia.org/wiki/Archivo:Flag_of_Trat_Province.jpg\|25x25px Trat – Maneerat Daengprasert       |
| Mejor Introduccion      | Songkhla – Ruchirada Sriphitak                                                                                       |
| Mejor Traje Nacional    | liên_kết=https://es.wikipedia.org/wiki/Archivo:Flag_of_Bangkok.svg\|25x25px Bangkok – Nutsuda Termchai               |
| People's Choice         | liên_kết=https://es.wikipedia.org/wiki/Archivo:Flag_of_Loei_Province.png\|25x25px Loei – Jiraporn Pumipat            |
| M Pictures Nueva Actriz | liên_kết=https://es.wikipedia.org/wiki/Archivo:Flag_of_Phayao_Province.jpg\|25x25px Phayao – Penpitcha Narkdaeng     |
| Saisamorn Embajador     | liên_kết=https://es.wikipedia.org/wiki/Archivo:Flag_of_Chiang_Mai_Province.gif\|25x25px Chiang Mai – Naruemon Kampan |
| Global Beauties' choice | liên_kết=https://es.wikipedia.org/wiki/Archivo:Flag_of_Nan_Province.jpg\|25x25px Nan – Peerachada Khunrak            |

#### Best National
| Thành tích    | Thí sinh |
| Best National | - liên_kết=https://es.wikipedia.org/wiki/Archivo:Flag_of_Bangkok.svg\|25x25px Bangkok – Nutsuda Termchai |
| Top 5         | - liên_kết=https://es.wikipedia.org/wiki/Archivo:Flag_of_Kanchanaburi_Province.jpg\|25x25px Kanchanaburi – Marieclaude Guanziroli - liên_kết=https://es.wikipedia.org/wiki/Archivo:Flag_of_Nakhon_Si_Thammarat_Province.jpg\|25x25px Nakhon Si Thammarat – Wipapron Champarueang - liên_kết=https://es.wikipedia.org/wiki/Archivo:%E0%B8%88%E0%B8%B1%E0%B8%87%E0%B8%AB%E0%B8%A7%E0%B8%B1%E0%B8%94%E0%B8%99%E0%B8%84%E0%B8%A3%E0%B8%A3%E0%B8%B2%E0%B8%8A%E0%B8%AA%E0%B8%B5%E0%B8%A1%E0%B8%B2.jpg\|25x25px Nakhon Ratchasima – Kamolchanok Lonuch - Ratchaburi – Pattarapron Laipreeda |
| Top 20        | - liên_kết=https://es.wikipedia.org/wiki/Archivo:Flag_of_Kamphaeng_Phet_Province.gif\|25x25px Kamphaeng Phet – Mintra Suppathasewee - liên_kết=https://es.wikipedia.org/wiki/Archivo:Flag_of_Chachoengsao_Province.png\|25x25px Chachoengsao – Rungtawan Nuntasirikun - liên_kết=https://es.wikipedia.org/wiki/Archivo:Flag_of_Chiang_Mai_Province.gif\|25x25px Chiang Mai – Naruemon Kampan - liên_kết=https://es.wikipedia.org/wiki/Archivo:Flag_of_Nan_Province.jpg\|25x25px Nan – Peerachada Khunrak - liên_kết=https://es.wikipedia.org/wiki/Archivo:Flag_of_Buriram_Province.jpg\|25x25px Buri Ram – Rosarin Pitplern - Pathum Thani – Hathaitip Leaung A-ram - Phra Nakhon Si Ayutthaya – Nawapron Rakbamrung - liên_kết=https://es.wikipedia.org/wiki/Archivo:Flag_of_Phayao_Province.jpg\|25x25px Phayao – Penpitcha Narkdaeng - liên_kết=https://es.wikipedia.org/wiki/Archivo:Flag_of_Phetchaburi_Province.gif\|25x25px Phetchaburi – Thiptanya Meesiri - Phuket – Tharina Botes - Lamphun – Sukanya Khumpream - Samut Prakan – Sudarat Krueakhamwang - Sa Kaeo – Chadaporn Chaiyasorn - liên_kết=https://es.wikipedia.org/wiki/Archivo:Flag_of_Surin_Province.png\|25x25px Surin – Monthita Trakoonsa-nganet - liên_kết=https://es.wikipedia.org/wiki/Archivo:Flag_of_Ubon_Ratchathani_Province.jpeg\|25x25px Ubon Ratchathani – Sirirat Na Ubon |

1. ↑  ไทยรัฐออนไลน์ (5 de julio de 2019). "สวยหวานจับใจ พลอย คว้ามงกุฎทุเรียน เป็นขวัญใจ 5 จังหวัดใต้ บันเทิง". Thairath (bằng tiếng Thái). Bản gốc lưu trữ 8 de julio de 2019. Truy cập 10 de julio de 2019. {{Chú thích web}}: Kiểm tra giá trị ngày tháng trong: |accessdate=, |date=, và |archivedate= (trợ giúp); line feed character trong |title= tại ký tự số 59 (trợ giúp)